# Ягорлык (село)
Ягорлы́к — село в Дубоссарском районе Приднестровской Молдавской Республики.

## География
Село (точнее, его незатопленные остатки в виде 6 домов у Ягорлыцкого залива Дубоссарского водохранилища) расположено на реке Ягорлык в 13 км к северу от г. Дубоссары (или в 10 км от окраины г. Дубоссары). Бывшее село практически полностью затоплено Дубоссарским водохранилищем в 1950-х годах в ходе строительства Дубоссарской ГЭС. Местные жители были переселены в с. Дойбаны-2. Входит вместе с селом Гояны в Гоянский сельский совет в подчинении горсовета г. Дубоссары. Население 8 человек (2005), количество домов 6.

## История

### Великое княжество Литовское. Польско-турецкие войны XV—XVI веков

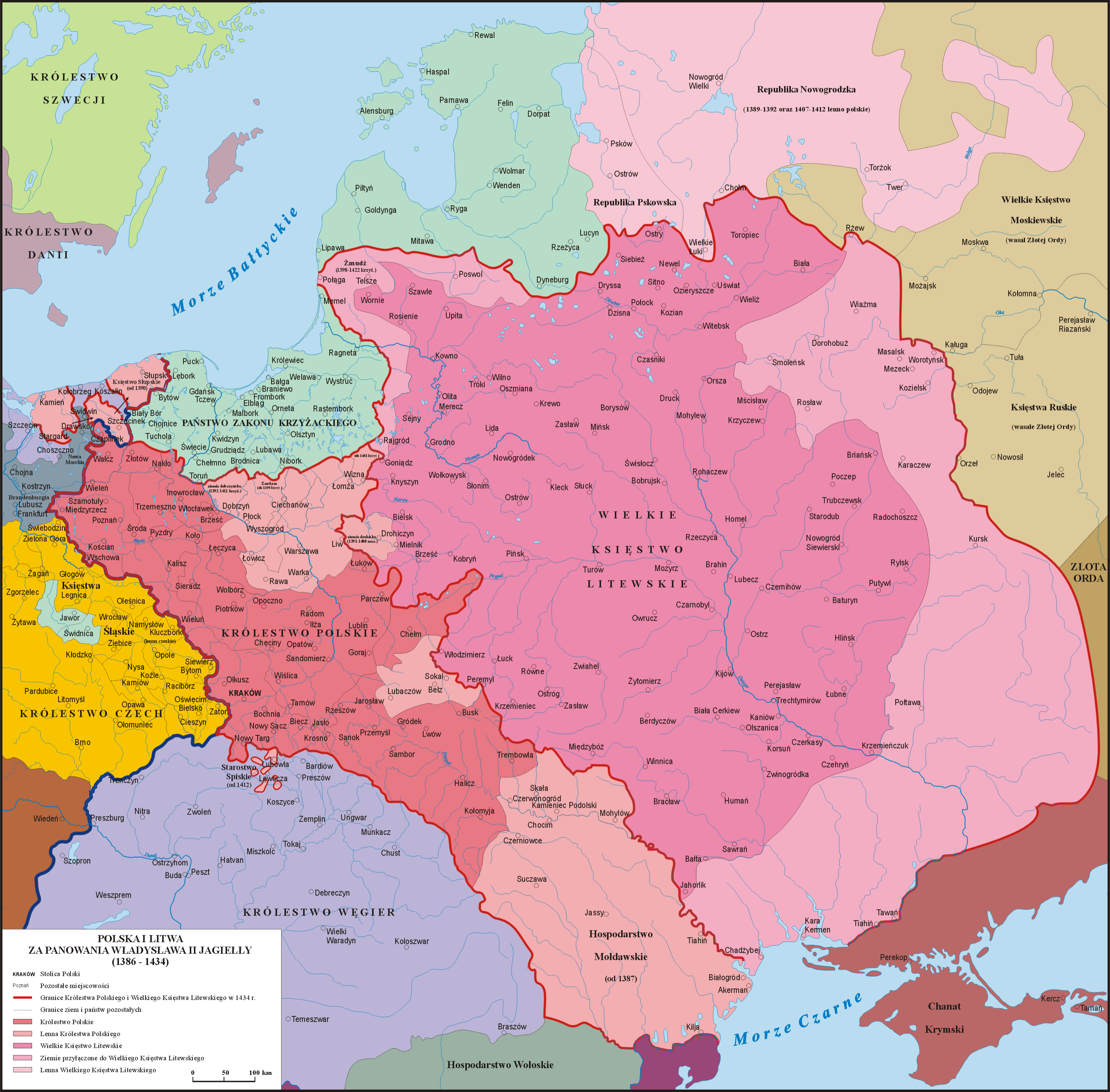
Кревская уния

Ягорлык основан в Великом княжестве Литовском после Битвы у Синих Вод, а также событий 1365 года, когда Молдавское княжество получило независимость от Венгрии, выгнав золотоордынцев за Днестр южнее реки Ягорлык.
К моменту заключения Кревской унии 1385 года устье реки Ягорлык было границей между тремя государствами: Великое княжество Литовское, Золотая Орда и Молдавское княжество. Ягорлык, как пограничное укрепление, видимо, к тому времени уже существовал.
В ходе Польско-турецкой войны (1485—1503) продвижение османов было остановлено у реки Ягорлык. Жители Ягорлыка участвовали в анти-феодальных Брацлавских и Винницких восстаниях в 1541 и 1560 годах.
В ходе Люблинской унии 1569 года земли севернее реки Ягорлык отошли от Великого княжества Литовского к единому федеративному государству, известному как Речь Посполитая. Ягорлык в XVI столетии приобретает важное значение как польское пограничное укрепление на польско-турецко-молдавской границе на реке Ягорлык против крымских татар и турок.
Долгое время служил местом собрания турецких и польских представителей для разбора пограничных споров, после чего получил второе крымско-турецкое название Кайнарда.

### Запорожские и крымские набеги

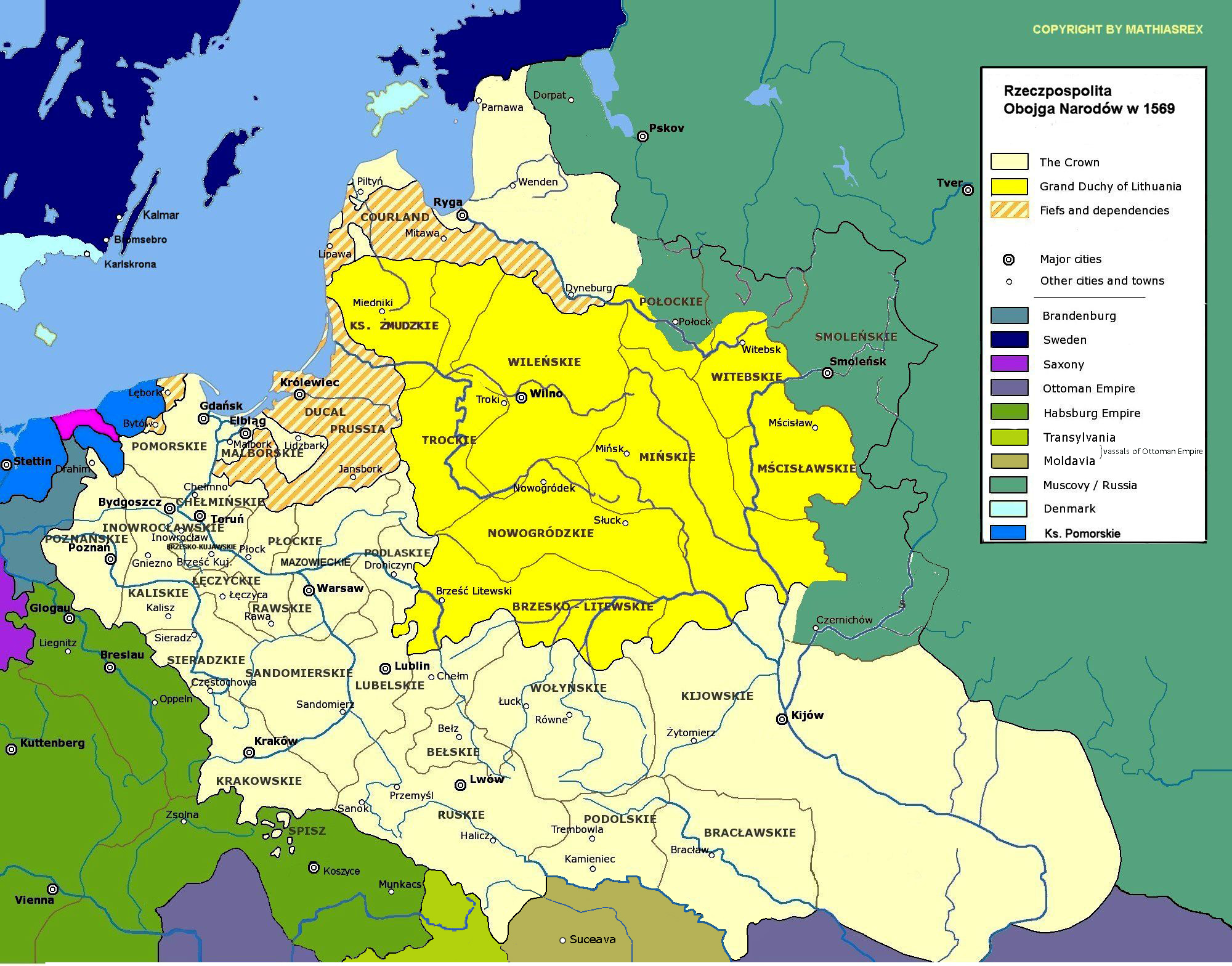
Люблинская уния 1569

В 1583 г. деревянный замок, сооружённый Речью Посполитой для контроля над запорожскими казаками, был разорён запорожскими казаками, вернувшимися с окончившейся Ливонской войны и воспользовавшимися смутой в соседнем Молдавском княжестве во время возвращения господаря Молдовы Петра VI Хромого на трон. После этого территория вокруг Ягорлика (Кайнарды) становится предметом споров между Речью Посполитой и Крымским ханством и переходит из руки в руки после набегов запорожских казаков на земли Крымского ханства в 1584—1586 годах и ответных рейдов и аккерманского похода Исляма II Герая в 1586—1588 годах. Противостояние на спорных территориях продолжилось и в период правления крымского хана Газы II Герая Бури в 1588—1607 годах.
Во время казацкого анти-польского восстания и похода Северина Наливайка в Молдову в 1594 году укрепления Ягорлика снова были разрушены казаками, но сам он в итоге после 1607 года оказался под властью Крымского ханства при поддержке Турции. Его материальные остатки, видимо, покоятся под слоем земли под Гоянским заливом Дубоссарского водохранилища между сёлами Гояны и Роги). Польша в итоге перенесла укрепления на 7 вёрст севернее вверх по Днестру на подконтрольную ей территорию чуть севернее современного села Гармацкое к скалистым пещерам и углублениям, поросшим лесом, укрепив их «гарматами» (пушками) и сделав его одним из центров реестрового казачества.

### Польско-турецкие войны XVII века

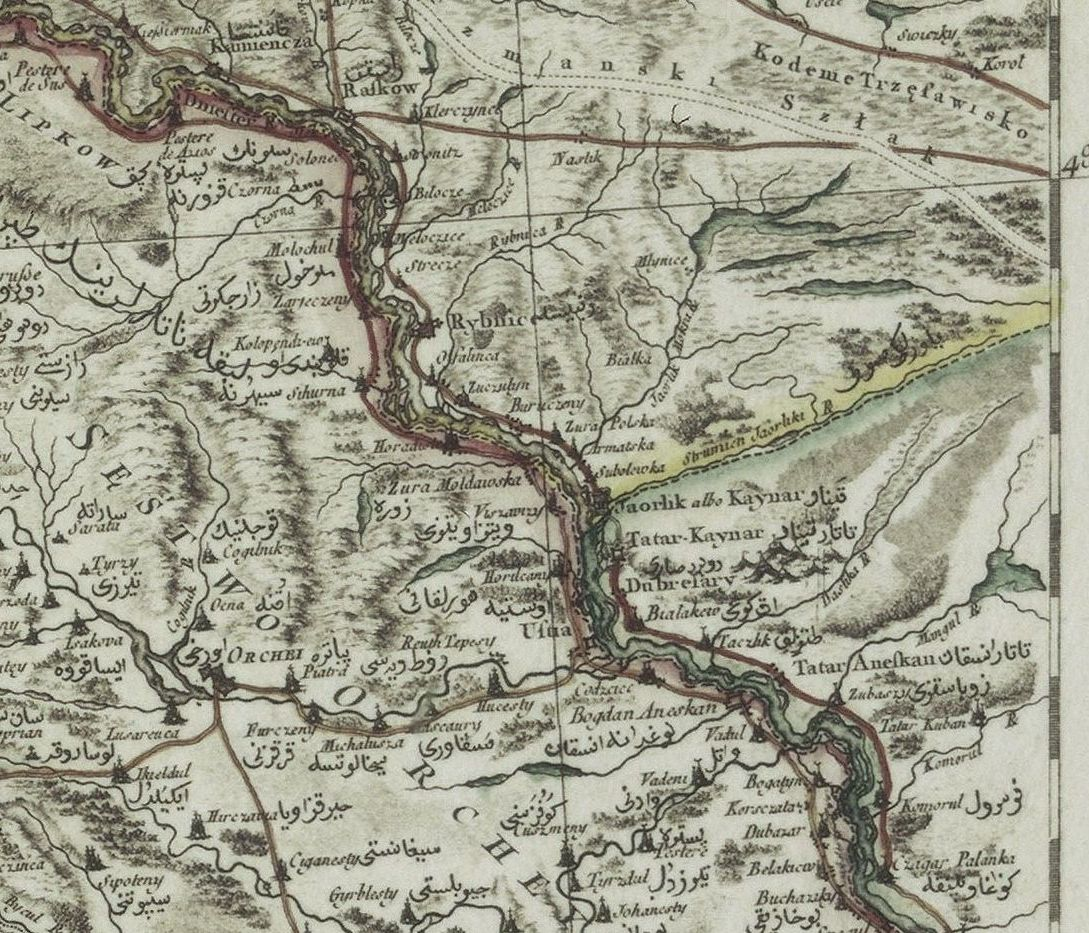
Фрагмент Карты Польши Рицци-Заннони 1667 года издания

С 1633 года Кайнарда снова вернулась в состав Речи Посполитой, отошла князьям Любомирским и получила современное название Ягорлык. В него возвратились анти-османски настроенные местные жители из-под села Гармацкое. В 1648 году Ягорлык стал частью украинской державы Богдана Хмельницкого в составе Вольшанской сотни Брацлавского полка. В селе находился казацкий гарнизон. С 1650 года стал местечком Ягорлыцкой сотни созданного Чечельницкого полка.
В 1667 г. на карте Польши (выпущена в Лондоне) Ягорлык ещё значится на месте нынешнего Ягорлыцкого залива Дубоссарского водохранилища, как турецкий город-крепость с двумя названиями (с казацким названием Яорлик и татарским названием Кайнарда). После Бучачкского мира в 1672 году Яорлик снова оказался в составе Османской империи и вновь стал называться Кайнарда. Здесь стоял столб из тёсаного камня, который был установлен на границе между Речью Посполитой и Османской империей в 1699 после подписания Карловицкого мира, когда Кайнарда была возвращена Речи Посполитой. В конце XVII века город-крепость Яорлик-Кайнарда был сожжён в ходе кампании 1694 года польско-турецкой войны 1683—1699 годов.

### Русско-турецкие войны XVII века
В 1737 году в ходе войны 1735—1739 годов, проходившей между Турцией и союзом Российской и Австрийской империй в связи с итогом войны за польское наследство, а также с непрекращавшимися набегами крымских татар на южнорусские земли, в период осады Очакова мятежный казацкий город был сожжён турками, но возродился в 1769 году в двух верстах южнее на месте современного села Гояны, где и обозначен на карте 1770 года под двумя названиями Орлик (Ягорлык).

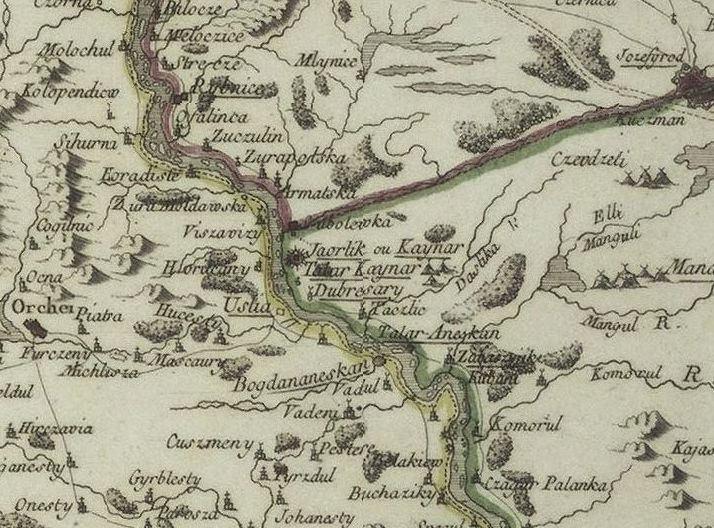
Фрагмент Карты Польши ле Ружа 1770 года издания

Столица османской Ханской Украины город Дубоссары (Татар-Кайнар и Татар-Анефкан) дважды сжигался дотла с окрестными сёлами украинскими гайдамаками в 1758 и 1768 гг. (во времена гайдамацких восстаний 1734—1768 годов (в том числе в период колиивщины, когда между гг. Умань, Балта, Дубоссары действовали отряды Василия Шило — сподвижника Максима Железняка).
Затем уже в следующем 1769 г. остатки столицы Ханской Украины г. Дубоссары (Дубресары, Дубрелары) вместе с окрестными селениями на 5 вёрст были сожжены российским военачальником С. Г. Зоричем. Таким образом Ягорлык с 1775 года стал северной приграничной ставкой (на турецко-польско-молдавской границе) столицы турецких гатманов Ханской Украины. В итоге последующей русско-турецкой войны Ягорлык вошёл в состав Речи Посполитой и принадлежал князьям Любомирским. В селе находился казачий гарнизон, но значимость местечка постоянно падает в связи с возрастающей ролью соседнего города Томбасар, превратившегося в столицу Ханской Украины. Во время русско-турецких войн конца XVIII века в Ягорлыке действовал конфидент российской разведки греческий священник Яний.

### В составе Российской империи, СССР, ПМР
После раздела Польши в 1792 году село Ягорлык вошло в состав Российской империи и ненадолго стало казённым местечком, затем селом. В 1802 году в местечке насчитывалось 34 двора и 115 человек населения.
В 1826—1924 годах село входило в Балтский уезд Подольской губернии, в 1924—1940 годах — в составе Молдавской Автономной Советской Социалистической Республики (часть Украинской ССР). В 1940—1991 годах — в составе Молдавской ССР, с 1991 года — в составе ПМР.